# 林真奈美
林 真奈美（はやし まなみ、1985年12月30日 - ）は、大分県日田市出身の女子競輪選手。日本競輪選手会福岡支部所属、ホームバンクは久留米競輪場。日本競輪学校（当時。以下、競輪学校）第110期生。師匠は藤田剣次（85期）。

## 経歴
大分県立日田高等学校出身。高校生のときに兄の影響でボート競技（現ローイング競技）を始め、高校3年時には国体で優勝。高校卒業後はデンソーに所属し実業団選手として全日本選手権で6度の優勝、2012年世界選手権にも出場を果たした。27歳のときにボート競技から引退、地元に帰っていたときにガールズケイリンの存在を知り興味を持ち、恩師や家族からの勧めもあって競輪選手を志したという。
2014年12月24日、競輪学校第110回技能試験に合格。在校競走成績は4位（18勝）。卒業記念レースは7着。
2016年7月8日、松戸競輪場でデビューし3着。初勝利は同年7月15日の小倉競輪場、初優勝は2017年5月6日の小倉競輪場で挙げた。